# Josh Evans
Joshua N. Evans (Irvington, 5 giugno 1991) è un ex giocatore di football americano statunitense che ha giocato nel ruolo di safety. Fu scelto nel corso del sesto giro (169º assoluto) del Draft NFL 2013 dai Jaguars. Al college ha giocato a football all’Università della Florida.

## Carriera professionistica

### Jacksonville Jaguars
Evans fu scelto nel corso del sesto giro del Draft 2013 dai Jacksonville Jaguars. Debuttò come professionista nella settimana 1 contro i Kansas City Chiefs mettendo a segno 3 tackle. Nella settimana 4 disputò la prima gara come titolare contro gli Indianapolis Colts mettendo a referto 6 tackle. Nella sua stagione da rookie disputò 15 partite, di cui 11 come titolare, facendo registrare 58 tackle e un passaggio deviato. L'anno successivo disputò tutte le 16 partite, di cui 14 come partente, con 90 tackle.

## Statistiche
| Partite totali      | 31  |
| Partite da titolare | 25  |
| Tackle              | 148 |
| Sack                | 0   |
| Intercetti          | 0   |

Statistiche aggiornate alla stagione 2014